# دوشیزه (نقاشی کلیمت)
دوشیزه (انگلیسی: The Maiden) یک نقاشی در سبک هنر نو، از هنرمند نمادگرای اتریشی و عضو انجمن جدایی وین، گوستاو کلیمت می‌باشد که در تاریخ ۱۹۱۳ تکمیل گردید. این نقاشی کلیمت، نمایانگر ۶ زن است که در هم آمیخته شده‌اند. فراوانی گل‌ها در نقاشی نشان از تکامل زنانگی است. هر زن بیانگر و نمایشگر مرحلهٔ خاصی از زندگی زنان است. این اثر هنری در عین حال، به موضوعات مختلف زندگی بشر اشارات مستقیمی دارد. موضوعاتی همچون، عشق، تمایلات جنسی و احیا که در قالب چرخه‌ای کامل نمایش داده شده‌اند.